# Samih Al-Qasim
Samih al-Qasim (în arabă سميح القاسم, în ebraică סמיח אל-קאסם; n. 11 mai 1939, Zarqa, Transiordania – d. 19 august 2014, Safed, Districtul de Nord, Israel) este un poet palestinian druz din Israel. Poeziile sale, scrise în limba arabă,  sunt influențate de două perioade ale vieții sale:înainte și după Războiul de Șase Zile. S-a alăturat Noii Liste Comuniste „Rakah” în anul 1967, ulterior a activat în Frontul Democrat pentru Egalitate Hadash. Al-Qasim a publicat mai multe volume și culegeri de poezii.

## Biografie

### Viață timpurie
Al-Qasim s-a născut în anul 1939 în orașul az-Zarqa, în nordul Transiordaniei în timp ce tatăl său servea în  Legiunea  Arabă a emirului Abdullah. El provine dintr-o familie de intelectuali și fruntași druzi din orașul Rameh din Galileea. A urmat școala primară acolo și  mai târziu a absolvit școala secundară în Nazaret. Familia lui nu a fugit din Rameh în  timpul Exodului palestinian (Nakba) din 1948. Al-Qasim a început studii de filozofie și economie politică la Moscova, în Uniunea Sovietică, dar le-a întrerupt pentru a se dedica poeziei. În cartea sa “Despre Principii și de artă”, povestește:
"În timp ce eram încă în școala primară a avut loc tragedia palestiniană. Mă gândesc la această dată ca la data nașterii mele, deoarece primele imagini pe care mi le pot aminti sunt evenimentele de la 1948. Gândurile și amintirile mele pornesc din 48’. La vârsta de 9 ani, regiunea în care acesta locuia devine parte integrală a noului stat israelian în urma unui război sângeros. În aceeași perioadă și-a descoperit menirea în viață, înclinația spre poezie. Într-o zi, profesorul de arabă din școala elementară spune în mod dramatic clasei că acolo se afla un poet. Elevii s-au uitat unii la alții întrebându-se cine este poetul iar după ce profesorul a scris câteva cuvinte pe tablă Al-Qasim și-a dat seama că el este poetul. Era un rol pe care îl va îndeplini mai târziu în mod public, fiind un tânăr într-un sat arab aflat sub guvernământ militar între anii 1950-1960. Și-a recitat versurile în întreaga regiune și a fost de mai multe ori arestat pentru opera sa cu influențe politice. Mai târziu este recunoscut drept un poet valoros și un intelectual. Astfel că  avea să cunoască mai mulți lideri politici palestinieni și israelieni .,, La început totul era o chestiune de supraviețuire, doar să stai în patria ta apoi să descoperi că meriți mai mult. Nu doar să locuiești în patria ta, dar să trăiești liber și tratat în mod egal. Deci, limba devine un instrument. “-  spunea Samih al-Qasim.

### Viața ca poet și jurnalist
Samih al Qasim este cunoscut ca poet prolific și inovator. Opera lui oglindește soarta arabilor și a palestinienilor, dar și a umanității în general, care în viziunea sa este prizonieră a unei tragedii contemporane. 
Poezia este  forma de artă în masă a limbii arabe. Pe parcursul secolelor de civilizație arabă clasică, anilor de declin arab și a deceniile de confruntări cu cultura europeană în secolul al XX-lea  poeții nu și-au pierdut locul și stima în mințile oamenilor din lumea arabă. În zilele noastre, poeții au un impact mai mare în cultura populară decât romancierii. Astăzi în țările arabe poeții sunt mai mult publicați decât autorii de proză; iar citirile publice ale poeților atrag audiențe mari atât în mediul rural cât și în marile capitale. Poezia arabă modernă a evoluat în ciuda evoluției zbuciumate a lumii arabe. În anii de după cel de-Al Doilea Război Mondial, Orientul Apropiat a cunoscut cinci războaie arabo-israeliene, acte de teroare în lume în numele cauzei palestiniene ,importante războaie civile în Yemen și Liban, victimizarea repetată a palestinienilor, a evreilor, a kurzilor, a asirienilor, a copților, a yazidilor și a altor categorii etnice și religioase, o avalanșă de lovituri de stat militare în mai mult de șase țări, Războiul irako-iranian și Războiul din Kuweit, conflictele din Cornul Africii și din Sudan, războaiele din Irak, iar după 2011 „Primăvara arabă” cu războaiele civile și criza umanitară de mari proporții din Siria,Irak, Yemen și Libia. Pe parcursul acestor conflicte oamenii arabi s-au adresat poeților pentru a-și exprima aspirațiile . Acest lucru este exemplificat în poezia de rezistență a palestinianului Samih Al-Qasim, ale cărui realizări poetice au ridicat statutul de tragedie locală la nivelul de tragedie universală.
În 1984, al-Qasim a scrisese deja douăzeci și patru volume de poezie naționalistă și a publicat șase colecții de poezii. Poeziile sale, sunt în general scurte unele având doar două versuri.  Printre poeziile sale cele mai vestite se numără:
- Buzele tăiate
- Fiii războiului
- Confesiuni la prânz
- Bilete de voiaj
- Liliecii
- Abandonarea
- Povestea unui oraș
- Cum am devenit un articol
- Povestea unui bărbat necunoscut
- Sfârșitul unei discuții cu un temnicer
- Voința unui muribund în Exil
- Plictisitor,se învârte
- Ceasul de perete

Al-Qasim a contribuit la reviste ca Al-Ittihad, Al-Jadid, Index și altele.. El a susținut că ideologia pan-arabă a nasserismului l-a marcat în mod deosebit în timpul erei naționaliste de după 1948 . Majoritatea poeziilor sale se referă la schimbarea vieții înainte și după Nakba (refugiul în masa al arabilor palestinieni) , lupta palestiniană pentru a elibera pământurile de străini, naționalismul arab, și diverse tragedii  arabe. În 1968, a publicat prima sa culegere de poezii, “În așteptarea păsării tunet” . Al-Qasim a tratat aceste subiecte în vremea în care acestea  se aflau la apogeul popularității lor în rândul comunităților arabe , în a doua jumătate a secolului 20. Când a fost întrebat de către prietenul său irakian, poetul Buland al-Haidari dacă a vizitat orașul Bagdad, el a răspuns prin a spune că nu a trebuit, din moment ce el vede în orice oraș arab propria reședință arabă.

### Influența politică
Al-Qasim  a fost închis de mai multe ori pentru activitățile sale politice care au implicat apărarea  drepturilor palestiniene și dezacordul față de politica guvernamentală a Israelului. În anul 1960 a fost arestat pentru refuzul ilegal de a se înrola în armata israeliană, așa cum este obligatoriu  pentru israelienii druzi . De asemenea, el a mai fost pus și sub arest la domiciliu. S-a alăturat Noii Liste Comuniste Rakah în 1967 și a fost supus unor legi de stare de asediu împreună cu alți membri ai partidului la izbucnirea Războiului de Șase Zile. El a fost trimis la închisoarea Al-Damoun în apropiere de Haifa. În acest timp, după cum a mărturisit el, și-ar fi pierdut sentimentele naționaliste, după ce a auzit un post de radio israelian care saluta cu entuziasm victoria Israelului și ocuparea de teritorii.

### Ultimile decenii de activitate
Al-Qasim  a lucrat ca ziarist la  Haifa, unde a condus Press Arabesque și Centrul de Artă Populară și a fost redactor șef al ziarului Kul al-Arab. El obișnuia să recite lunar multe dintre poemele sale în fața unor largi audiențe, în orașele arabe  din Galileea. Al-Qasim a refuzat să părăsească Israelul. Într-un interviu cu Index, a fost citat spunând că "am ales să rămân în propria mea țară, nu pentru că mă iubesc pe mine mai puțin, ci pentru că îmi iubesc țara mai mult". Pe parcursul carierei sale lungi și variate,  poetul a refuzat fracturile etnice, naționale sau politice: s-a afirmat în același timp ca palestinian, israelian, arab și druz; a fost un naționalist arab, erou tradițional,  palestinian comunist cu mentalitate internaționalistă, purtător de cuvânt pentru coexistența arabo-evreiască. Viziunea lui a fost în același timp și locală și universală. Iar poeziile sale au sfidat categorisirea, variind pe parcursul anilor, ca formă și temă. Într-o ars poetica recentă, el s-a autodeclarat „un poet arab, un poet uman” și și-a descris misiunea sa literară și socială ca fiind dincolo de frontierele familiei, sectei, religiei, tribului, patriei, națiunii, și intrând în orbita umană a intereselor universale, fără a elimina sursa primară și rădăcina autentică a poeziei.
Opera lui Samih Al-Qasim a fost tradusă în mai multe limbi,inclusiv în limba română. "Samih al-Qasim  a devenit un nume de referință în cultura arabă și pe plan internațional, prin multitudinea de traduceri care se publică din opera sa."
Samih Al Qasim a murit de cancer de ficat în anul 2014 în localitatea unde a domiciliat, Rameh, după o ultimă spitalizare la Spitalul din Safed.